# Nanna Ditzel
Nanna Ditzel (geborene Hauberg; * 6. Oktober 1923 in Kopenhagen; † 17. Juni 2005 ebenda) war eine dänische Textil-, Schmuck- und Möbeldesignerin. Sie ist eine der wichtigsten Vertreterinnen des Danish Design.

## Leben und Werk

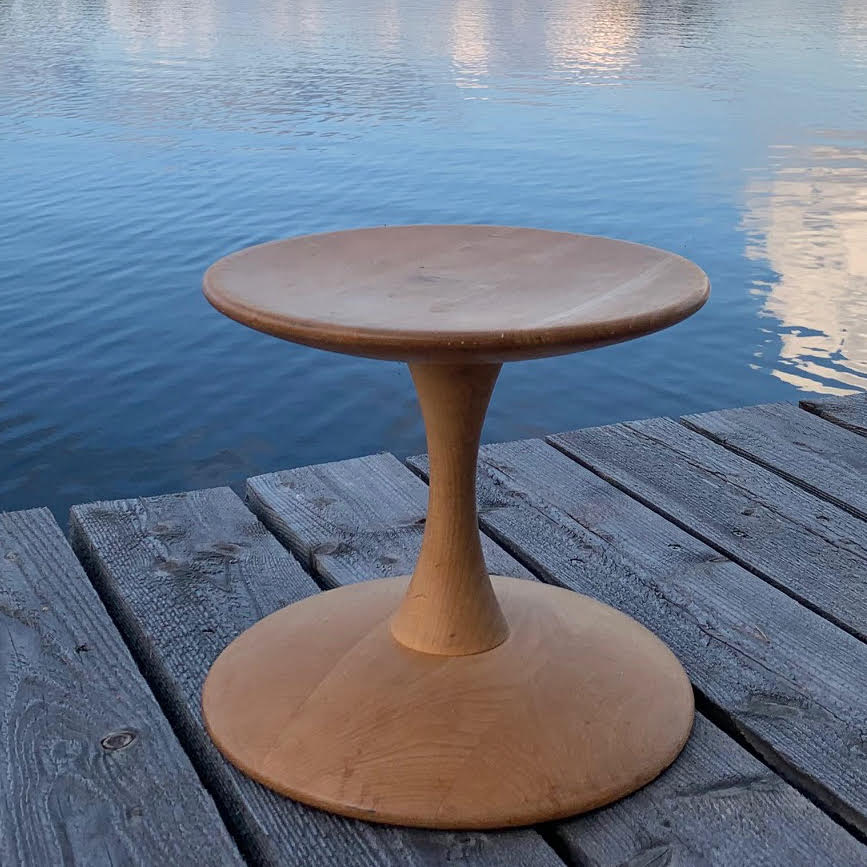
Trisse

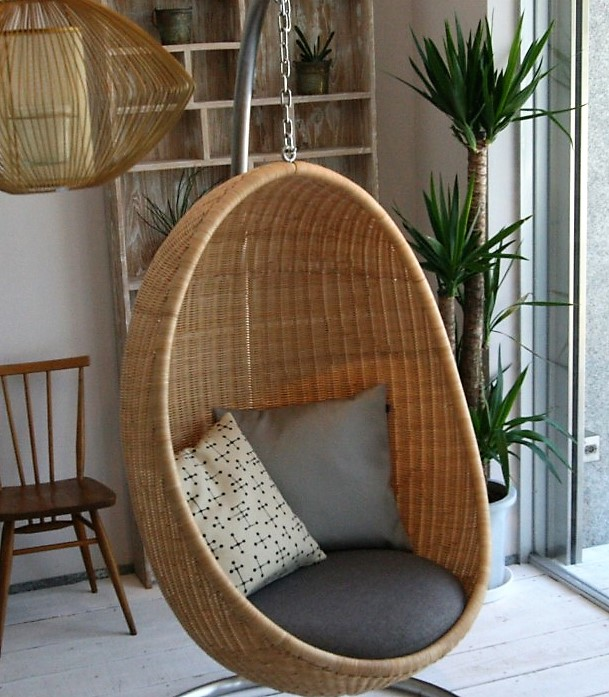
Egg Chair

Trinidad Chair

Die gelernte Kunsttischlerin erlangte vor allem durch die Gestaltung von Möbeln Bekanntheit. 
Sie wuchs in einer gutsituierten, kunstinteressierten Familie als Tochter von Erna Lytzen und dem Generalunternehmer William Hauberg auf und fertigte schon als Kind unablässig Zeichnungen an. Zunächst machte sie eine Ausbildung als Kunsttischlerin. Nach ihrer Ausbildung an der Richards-Schule und dem Abitur im Jahr 1942 studierte sie an der Kopenhagener Kunstgewerbeschule (Kunsthåndværkerskolen), wo sie 1943 ihren ersten Mann kennenlernte, einen ausgebildeten Polsterer. Gleichzeitig studierte sie an der dortigen Königlich Dänischen Kunstakademie bei Kaare Klint. 1946 machte sie ihren Abschluss in Möbeldesign an der Kunsthandwerkerschule und heiratete den Architekten Jørgen Ditzel (1921–1961). Im gleichen Jahr eröffneten beide ein Designstudio in Hellerup. Gemeinsam entwarfen sie Möbel für kleine Wohnungen, gestalteten Ausstellungen und entwarfen Kindermöbel. Sie teilten sich auch die Erziehung der drei Kinder und die Hausarbeit.
Bereits 1944 stellte die 21-jährige auf der Ausstellung der Tischlerinnung in Kopenhagen einen Teetisch mit abnehmbaren Tablett aus. In den 1950er Jahren weitete sie ihr Schaffen auf fast alle Bereiche des Industriedesigns aus. Das Ehepaar stellte 1952 Kindermöbel ohne feste Verbindungen aus Holz vor, die statt mit Schrauben oder Nieten mit Lederriemen verbunden waren. Der Hocker Toadstool (1962) von Nanna Ditzel ist gleichzeitig Möbel und Spielzeug.
Sie entwarf Silberschmuck für die Kopenhagener Silberschmiede Georg Jensen, wie z. B. die Serie Surf. Die Zusammenarbeit begann 1954, nachdem Nanna und Jørgen Ditzel 1951 einen Wettbewerb des Goldschmiedeverbandes gewonnen hatten. Bei der Firma Georg Jensen stellten sie ein bis dahin eher altmodisches Design auf schlichte, ausdrucksstarke Formen um und erhielten danach weltweite Aufmerksamkeit. Neben Schmuck entwarfen sie auch Gebrauchsgegenstände. Der Entwurf für eine Armbanduhr war so ausgebildet, dass sich die Uhr am Handgelenk nicht verdrehen konnte. Sie konnte aufrecht auf dem Nachttisch stehend abgelesen werden.
Zu ihren Möbelklassikern, die weltweit bekannt wurden, gehören der eiförmige Hängekorbsessel (1957) und der Hocker Trissen (1962). Der Egg, der an einer Stahlkette hing und eine ovale Form hatte, gehörte zu einer Korbmöbelkollektion, die noch vor dem frühen Tod von Jørgen Ditzel entstand. Die Möbel wurden zuerst von der Fa. Wengler aus Kopenhagen und danach von der finnisch-chinesischen Firma Feng-Kong hergestellt.
Der Möbelstoff Hallingdal, der ursprünglich aus 105 Farben bestand und später auf 65 Farben reduziert wurden, basierte auf keinem vorher bekannten Farbsystem. Vielmehr entwickelte Nanna Ditzel das System aus ihrem Farbsinn. Alle Designs können miteinander kombiniert werden und ergänzen sich. Ab 1988 wurden mit dem Stoff auch die Sitze der dänischen IC-Züge bezogen, für die Ditzel auch weiteres Interieur gestaltete. Sie entwickelte für die Züge ein Farb- und Dekormanual in den Farben grau, violett, blau, pink und türkis.
Ende der sechziger Jahre weckte sie Aufmerksamkeit mit ihren Möbeln aus Glasfaser und Schaumstoff. Sie siedelte nach London um und gründete mit ihrem zweiten Mann Kurt Heide (1918–1985, Heirat 1968), einem deutschen Immigranten, das internationale Möbelhaus Interspace in Hampstead. Es war eine Begegnungsstätte und ein Ausstellungsort für junges Design aus aller Welt. Nanna Ditzel entwarf dort Möbel- und Industriedesign für englische und dänische Hersteller. Nach dem Tod des zweiten Ehemannes kehrte sie 1986 nach Kopenhagen zurück.
Für die Firma Fredericia Furniture A/S entwarf sie die Bænk for to (1989), auf der die Sitzflächen im rechten Winkel zueinander angeordnet wurden. Sie besteht aus nur wenige Millimeter dickem Sperrholz mit einem Streifenmuster in Seidendruck, das dynamisch bewegt wirkt. Ein viertelkreisförmiges Tischen lässt sich passgenau zwischen die Sitzflächen einfügen. Zu ihren Entwürfen gehört weiter der Stuhl Sommerfuglen, den Schmetterlingsstuhl (1991). Er besteht aus einer 2 mm dicken Faserplatte mit großen, schwarz-roten Streifen. Die sechs geknickten Beine wirken, als seien es Schmetterlingsbeine und die Sitzflächen sehen aus wie Flügel. Der Formholzstuhl Trinidad (1993) entwickelte sich zu einem Bestseller. Er wurde durch Laubsägearbeiten aus der Karibik inspiriert und besteht aus Sitz- und Lehnenflächen, die fächerförmige Schlitze aufweisen und somit luftdurchlässig sind.
International präsentiert wurden ihre mehrfach preisgekrönten Schöpfungen u. a. in Ausstellungshäusern in Amsterdam, London, New York, Madrid, Berlin, Glasgow, Wien, Reykjavík, Manchester, Stockholm, Paris und Mailand.

## Auszeichnungen
- 1956: Lunning-Preis
- 1960: Goldmedaille der Triennale Mailand[2]
- 1991: C.F. Hansen Medaille
- 1998: Lebenslange Künstlergabe vom dänischen Ministerium für Kultur

## Möbeldesign (Auswahl)
- 1950: Korbstuhl aus Rattan und Teakholz (mit Jøgen Ditzel, Hersteller: Louis Pontoppidan)[2]
- 1955: Kinderstuhl (mit Jøgen Ditzel, Hersteller: Trip Trap)[3]
- 1957: Egg (mit Jøgen Ditzel, Hersteller: Pierantonio Bonacina)[3]
- 1958: Stuhl in 14 mm Rundrohr und formverleimtem Sperrholz (mit Jøgen Ditzel, Hersteller: Kolds Savværk/Kold Sägewerk)[2]
- 1962 Trisse, Hocker (Hersteller: Trip Trap)[3]
- 1962 Toadstool, Kinderhocker (Hersteller: zuerst Kolds Savværk, dann Art Classik)[1]
- 1965 Hallingdal, Möbelstoff (Hersteller: zuerst Robert von Halling-Koch, dann Kvadrat)[1]
- 1981 Servierwagen mit lose aufliegenden Tabletts in gedrechseltem Ahorn (Hersteller: Gebrüder Krüger)[2]
- 1986 Faltwand mit losen Kugeln in Ahorn, Schwarz/weiß gebeizt (Hersteller: Gebrüder Krüger)[2]
- 1989 Bank für zwei (Hersteller: Fredericia Furniture A/S)[1]
- 1991 Schmetterlings-Stuhl (Hersteller: Fredericia Furniture A/S)[1]
- 1993 Trinidad, Stuhl (Hersteller: Fredericia Furniture A/S)[1]
- 2002 Icon, Sessel (Hersteller: Fredericia Furniture A/S)[1]